# 普罗赫拉德内
普罗赫拉德内（俄语：Прохладный）是俄罗斯卡巴尔达-巴尔卡尔共和国的一个城市。Prokhladnensky区的行政中心。人口60,800人（2005年统计）。普罗赫拉德内由札波羅結哥薩克於1765年建立，并在19世纪成為俄羅斯帝國南部边境哨所。1937年成為一個城镇。